# 布拉塞爾R93狩獵步槍

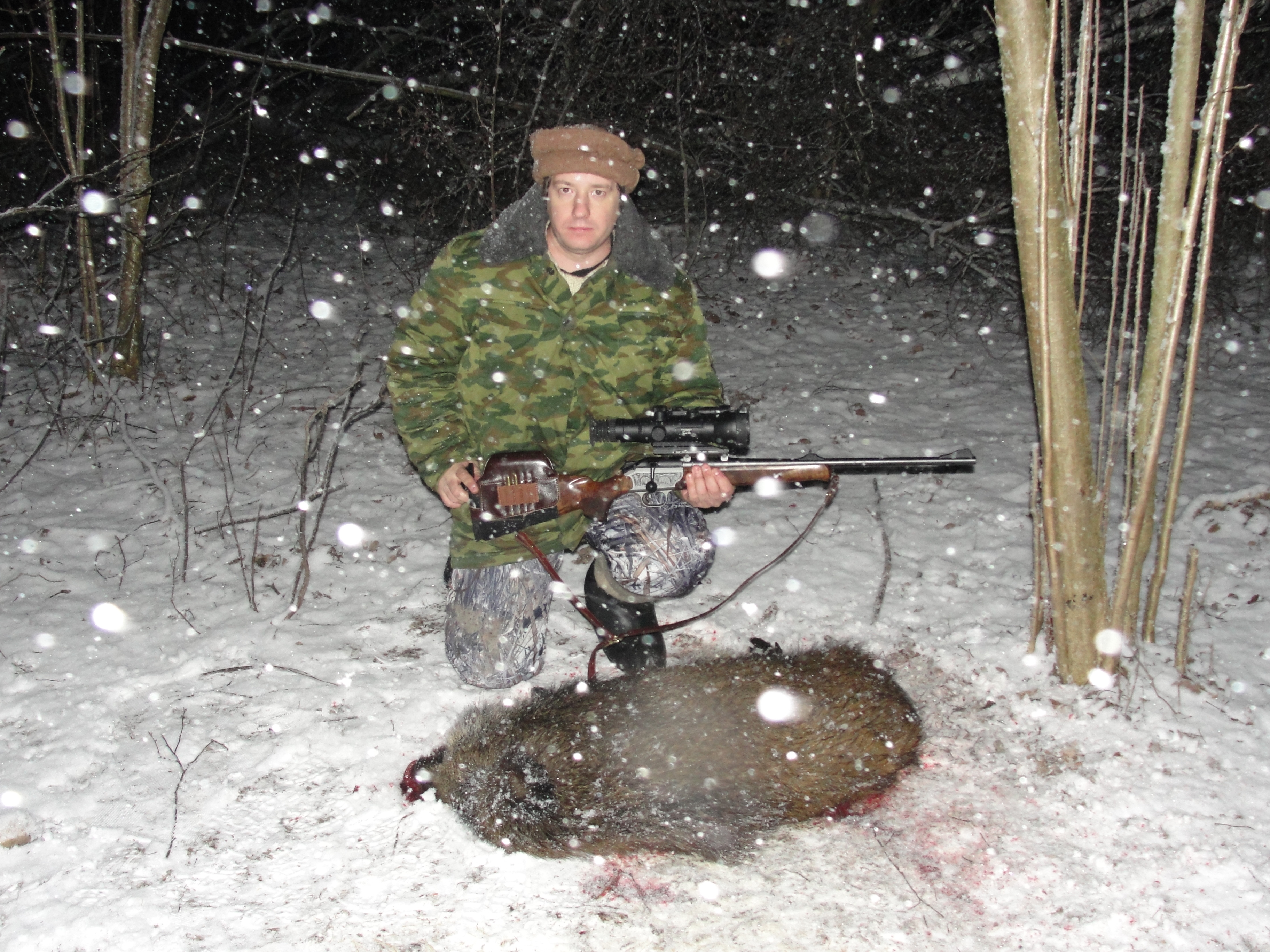
使用布拉塞爾R93的獵人。

布拉塞爾R93（英語：Blaser R93）是一系列由德国槍械製造商布拉塞爾所研製及生產的狩獵步槍，提供多種口徑和槍管長度。
由布拉塞爾槍械設計師邁恩哈德·澤賀先生於1993年設計的R93，具有一部份現代狩獵步槍當中罕見的特徵：
- 手動待擊系統
- 直拉栓動式槍機
- 直接扳機
- 原裝布拉塞爾鞍型鏡架，[3]用於將光學瞄準鏡直接安裝到快速更換式槍管（英语：Modular weapon system）以上。

R93的前身為旋轉60度後栓動式槍機的布拉塞爾R84，該槍在1993年推出R93後獲得了折扣。自1993年至2010年上市以來，布拉塞爾生產了超過200,000枝R93。

## 設計功能
布拉塞爾R93的直拉栓動式槍機是14枚凸耳的徑向筒夾在槍管的360度凹槽以內閉鎖，而其設計可承受明顯地超過毛瑟Gew 98式型旋轉後拉栓動式步槍的膛壓。布拉塞爾R93的閉鎖表面為66 mm2（0.102 sq in），超過毛瑟Gew 98的56 mm2（0.087 sq in）。受應力的部件是由錘鍛鋼所製成並且氮化以使得閉鎖機構起到作用。手動待擊系統，或“待擊解脫保險”，使得射手能夠安全地攜帶武器，直到在射擊之前解脫步槍的待擊限制。
布拉塞爾R93是一款真正的模塊化系統，圍繞著鋁合金製造的框架所構建，可選用不同的槍托和槍管，長度和厚度可從.22长步枪到.458溫徹斯特麥格農口徑之間變化。它還可選用28鉛徑散彈槍／散彈塊槍管。
為了避免設置扳機引發事故，布拉塞爾僅為R93提供直接式扳機。Blaser獨一無二之處，在於其瞄準鏡安裝在槍管以上而非機匣頂部。瞄準鏡／槍管組件可移除並且更換，而對歸零並無變化。
通過更換彈匣的鑲嵌件、槍管和槍栓，使得R93底盤能夠使用多種口徑。R93凸緣式底火轉換套件也有.22長步槍和.17霍納迪麥格農凸緣底火兩種口徑。
R93升級為2008年推出的布拉塞爾R8步槍，它具有形成一個單元的可拆卸的彈匣／扳機組件。而且由於可拆卸式彈匣需要更多空間，它裝有具有更寬的前端。R8的彈匣容量較R93的大，重量約為300克。拉塞爾R8的閉鎖表面放大至96 mm2（0.149 sq in）。R93的零件不適合R8系列步槍。
2009年，布拉塞爾和卡爾·蔡司公司開始提供裝設在R93／R8以上並且在待擊時接通紅點照明系統電源的瞄準鏡，並且命名為“蔡司照明控制”（“Zeiss Illumination Control／iC”）瞄準鏡。
2016年，原廠宣布完整的R93步槍停止生產。
1994年，德國科布倫茲附近發生槍擊事故以後，R93受到了批評，聲稱它無法承受高膛壓，而且槍栓會在產生過大壓力時開鎖。德國狩獵及運動武器測試及檢查研究所（德語：Deutsche Versuchs- und Prüfanstalt für Jagd- und Sportwaffen，縮寫：DEVA）為了調查而對布拉塞爾R93進行了高達8,000巴的壓力測試，超過了迄今為止輕兵器膛壓的4,400巴的法定最高限值。以後DEVA所得出的結論是，所用的手裝彈藥大大超過了該彈的最大安全膛壓。

## 資料來源
1. ↑  . Украинский сервер охотника.   [06 сентября 2012]. （原始内容存档于2012-10-30）.
2. ↑  參見IN_ARBEIT_BLA_PL_2016__SAP_Stand_2016-121 - Blaser_Calibers_Bolt_Action_R8_EN.pdf （页面存档备份，存于）
3. 1 2 3  De Vries III, George. . chuckhawks.com.   [2017-02-26]. （原始内容存档于2012-10-30）.
4. ↑  . marcopolooutfitters.com.   [2017-02-26]. （原始内容存档于2017-02-27）.
5. ↑  .   [2015-11-16]. （原始内容存档于2015-11-17）.
6. ↑  . blaser-usa.com.   [2017-02-26]. （原始内容存档于2019-10-28）.
7. ↑  Blaser R93 accident 的存檔，存档日期12 February 2011., lawers cooperation (Rechtsanwaltsaktiengesellschaft) Nieding + Barth (German)

## 外部連結
- （英文）—R93-Characteristics
- （英文）—R93 Modular System